# Малый Обзыр
Малый Обзыр (укр. Малий Обзир) — село в Камень-Каширской городской общине Камень-Каширского района Волынской области Украины.
Население по переписи 2001 года составляет 70 человек. Почтовый индекс — 44571. Телефонный код — 3357. Занимает площадь 0,243 км².